# 田国庭
田国庭（1942年8月17日—），浙江上虞人，中国篮球裁判员，国际级篮球裁判。1958年开始从事裁判工作，1978年6月被批准成为国际比赛裁判。1999年被评为新中国篮球50杰。